# Gwiazdozbiór Malarza
Malarz (łac. Pictor, dop. Pictoris, skrót Pic) – słabo widoczny, 59. co do wielkości gwiazdozbiór nieba południowego, nazwany w 1752 roku przez francuskiego astronoma, kartografa i opata, Nicolasa-Louisa de Lacaille. De Lacaille nazwał go Sztalugą Malarską (łac. Equuleus Pictoris), tak też przedstawiany był na dawnych mapach nieba. Jednak gwiazdozbiór został przechrzczony przez Międzynarodową Unię Astronomiczną na Malarza. Przypuszczalnie, nazwę zmieniono, by uniknąć możliwości mylenia go z gwiazdozbiorem Źrebięcia (łac. Equuleus). Liczba gwiazd dostrzegalnych nieuzbrojonym okiem: około 30. W Polsce niewidoczny.

## Pochodzenie nazwy
Konstelacja została opisana podczas epoki odkryć geograficznych. Starożytni astronomowie nigdy nie stworzyli figury z grupy gwiazd na południe od Argo, którą obecnie nazywamy Malarzem. De Lacaille stworzył Malarza jako Le Chevalet et la Palette (Sztaluga i Paleta). Na starych mapach nieba można zobaczyć tutaj warsztat malarski. Niecały wiek później w 1845 angielski astronom Francis Baily skrócił nazwę i używamy jej po dziś dzień.

## Gwiazdy Malarza
Główne gwiazdy tworzą długi, cienki, różnoboczny trójkąt na zachód od jasnej Kanopus, którą nietrudno znaleźć nawet z przedmieścia. Większość gwiazd konstelacji krąży wokół Drogi Mlecznej w jednym kierunku. Gwiazda Kapteyna jest wyjątkiem, który krąży w przeciwną stronę niż inne gwiazdy w sąsiedztwie Słońca.
- Na północy konstelacji znajduje się jedna z najbliższych gwiazd, 8,9m Gwiazda Kapteyna, odległa o 12,8 lat świetlnych, o najszybszych, po Strzale Barnarda, zmianach położeń na niebie: 1° w ciągu 415 lat. Jej wyjątkowo duży ruch własny został odkryty w roku 1897 przez holenderskiego astronoma Jacobusa Kepteyna. Gwiazda jest czerwonym karłem typu widmowego M1[2].
- Najjaśniejsza gwiazda Malarza, Alfa trzeciej wielkości, to podolbrzym typu A, którego oglądamy z odległości 100 lat świetlnych. Jest w przybliżeniu 35 razy jaśniejszy i dwa razy masywniejszy od Słońca[1]. To biała gwiazda ciągu głównego o wieku zaledwie 600 milionów lat. Jest to gwiazda zmienna typu Lambda Boötis o prędkości rotacji przekraczającej 200 kilometrów na sekundę. Niebieski biegun nieba na Merkurym znajduje się w pobliżu tej gwiazdy[2].
- Beta β Pictoris, o jasności 3,85m, to świecący białym blaskiem karzeł odległy o 63 lata świetlne. Jest obiektem szczególnie ciekawym, gdyż otacza ją gazowo-pyłowy dysk, odkryty przez astronomów w 1984 roku. Wydaje się, że ten wokółgwiazdowy dysk to początkowe stadium układu planetarnego i uważa się, że jest podobny do dysku, który otaczał Słońce tuż po jego powstaniu. W 2009 potwierdzono w nim obecność planety Beta Pictoris b o masie ośmiu mas Jowisza. Wiek tego układu planetarnego szacowany jest na 8-20 milionów lat. Jest to zatem system niezwykle młody[2].
- Trzecia co do jasności Gamma Pictoris jest olbrzymem typu K o średnicy 1,4 rozmiaru Słońca.
- Kolejna, Delta Pictoris, jasnością dorównuje γ Pic i jest również olbrzymem, ale typu B[2].
- Jota (ι) Pictoris to gwiazda podwójna o składnikach szóstej wielkości gwiazdowej. Łatwo je rozdzielić przez mały teleskop[3].
- Dunlop 21 to para dość odległych od siebie gwiazd piątej i szóstej wielkości. Wyjątkowo bystry obserwator może je z trudem zobaczyć osobno nieuzbrojonym okiem w sprzyjającą do oglądania noc, daleko od świateł, chociaż dużo łatwiej dostrzec te gwiazdy przez lornetkę[1].

## Obiekty
Dla amatorskich obserwacji konstelacja to niemal całkowita pustka, bez gromad czy mgławic, z bladymi małymi galaktykami, z których NGC 1705 i NGC 1803 są najlepiej obserwowalne. Obie są bardzo małymi i bladymi pasemkami mgły, ledwo dającymi się dostrzec za pomocą 20-centymetrowego teleskopu. Galaktyka eliptyczna NGC 1705 zawiera wiele gromad obfitujących w młode gwiazdy oraz radioźródło galaktyczne Pictor A, w którego centrum znajduje się czarna dziura emitująca dżety na odległość 800 tysięcy lat świetlnych.